# ستيفن كوندا
ستيفن كوندا (بالإنجليزية: Stephen Kunda)‏ هو لاعب كرة قدم زامبي في مركز قلب الدفاع، ولد في 17 أغسطس 1984 في زامبيا. شارك مع منتخب زامبيا لكرة القدم. أما مع النوادي، فقد لعب مع باور ديناموز ونادي روفانييمن بالوسورا.

## وصلات خارجية
- ستيفن كوندا على موقع قاعدة بيانات كرة القدم.إي يو (الإنجليزية)
- ستيفن كوندا على موقع ناشيونال فوتبول تيمز (الإنجليزية)
- ستيفن كوندا على موقع Soccerway.com (الإنجليزية)